# ブライアン・オールディス
ブライアン・ウィルソン・オールディス, OBE（Brian Wilson Aldiss OBE、[ˈɔːldɪs]、1925年8月18日 - 2017年8月19日）は、イギリスの小説家。SF作家、評論家。別名にジェイル・クラッケン（Jael Cracken）、C・C・シャックルトン (C.C.Shacklton)などがある。J・G・バラードとともに、イギリス・ニュー・ウェーブSFの中心人物の一人といわれる。
H.G.ウェルズ協会の副代表、およびハリー・ハリスンと共にバーミンガムSFグループの共同の社長を務める。短編「スーパートイズ」はスピルバーグ監督の映画『A.I.』の原案となった。
SF史研究書『十億年の宴SF―その起源と発達』では、「SFの起源は、メアリー・シェリーの『フランケンシュタイン』である」と主張。宇宙と人類の運命をまたにかける、軽薄だがアイディア満載で、壮大かつ華麗なSFを「ワイドスクリーン・バロック」と命名し、「SFの中でも、もっとも魅力的な分野である」と書いた。

## 経歴
イングランドノーフォークの商業都市イースト・ディアラムに生まれる。祖父と父は百貨店を経営していた。6歳の時にデヴォンの寄宿者学校ウェストバックランドスクールに入学。15歳以後は『アスタウンディング』誌の熱心な読者となった。1943年に陸軍に応召され、ロイヤル・シグナルズ連隊に所属して1946年までビルマなど東南アジアで過ごす。戦後にアジア、ヨーロッパを旅行し、1948年に帰国、オックスフォードの書店に就職し、10年間勤める。書店の業界誌『ブックセラー』に、架空の書店を舞台にしたユーモア小説を連載し、これは1955年に『ブライトファウント日記』として出版された。1954年にSF専門誌『サイエンス・ファンタジー』9号に最初のSF小説「犯罪記録」(Criminal Record)が掲載される。1955年にオブザーバー紙の未来小説コンテストに応募した「時代ずれ」(Not for an Age)が第一席入選。この後短編小説を発表し続け、1957年にSF短編集『Space, Time and Nathaniel』を出版し、作家専業となり、1958年に最初の長篇SF『寄港地のない船』を出版。同年ヒューゴー賞新人作家賞受賞。1960年には英国SF作家協会の代表に就任。
1962年にHothouseシリーズ（『地球の長い午後』）でヒューゴー賞受賞。その後も数々の賞を受賞し、イギリスを代表するSF作家の一人となる。1969年に言語実験を用いた長編『はだしの頭』を発表後2年間、SFから遠ざかり普通小説を執筆。自伝的作品であるホレイショ・スタッブスシリーズの『手で育てられた少年』『兵士は立てり』はその性描写で関心を集めてベストセラーとなった。1960年代には、オックスフォード・メール新聞の文学編集も務めた。1964年にはハリー・ハリスンとともにSF評論誌『Science Fiction Horizons』を出版開始、第1号ではジェイムズ・ブリッシュとオールディスの対談の他、C.S.ルイス、キングズリー・エイミスなどを取り上げ、2号ではW.S.バロウズへのインタビューを掲載した。マイクル・ムアコックは『ニュー・ワールズ』誌で、提唱するニュー・ウェーブの先行作家としてバラードとオールディスを挙げ、『世界Aの報告書』など多くの作品を掲載した。
作家活動のほかにアンソロジー編集でも成功を収めた。SF入門用にテーマ別の作品を集めた Introducing SF というアンソロジーのシリーズや、Best Fantasy Stories といったアンソロジーがある。1961年にイギリスの出版社ペンギン・ブックスから出版した Penguin Science Fiction というアンソロジーが大成功を収め、More Penguin Science Fiction (1963) と Yet More Penguin Science Fiction (1964) も出版された。いずれも成功を収め、この3冊をまとめた The Penguin Science Fiction Omnibus (1973) も何度も版を重ねることになった。1970年代には古典SFのアンソロジーシリーズとして Space Opera (1974)、Space Odysseys (1975)、Galactic Empires (1976)、Evil Earths (1976)、Perilous Planets (1978) を出版し、これまた成功を収めた。同時期にパルプ・マガジンなどのイラストを集めた Science Fiction Art (1975) という画集も編集している。
1960年代から1970年代の宇宙探査機によって、金星がジャングルの惑星などではなく灼熱の惑星であることが判明すると、ハリー・ハリスンと共同で Farewell, Fantastic Venus! というアンソロジーを編集している。ハリー・ハリスンとは他に The Year's Best Science Fiction を一時期毎年編集し出版していた。
1973年にSF史『十億年の宴SF―その起源と発達』を発表。1976年『マラキア・タペストリー』は完成された形式とスタイルで代表作の一つとされる。1982年にスタンリー・キューブリックから、1969年発表の短編「スーパートイズ」の映画化を打診され、脚本作りに取りかかるが、難航したままキューブリックが1999年に死去。キューブリックから映画化権を引き継いでいたスティーヴン・スピルバーグと、続編の「冬きたりなば」「季節めぐりて」を含めて映画化で合意し、2001年に『A.I.』として公開された。2005年には『ブラザーズ・オブ・ザ・ヘッド』が映画化された。
2000年にアメリカSFファンタジー作家協会からグランド・マスター賞を贈られる。2005年に、これまでの文学への貢献により大英帝国勲章第四位オフィサー（Officer of the Order of the British Empire）を受章。2008年にはリバプール大学から名誉博士号を受けた。また同年、英国SF協会賞が存在しなかった時代である1958年の長編部門賞が、『寄港地のない船』に授与された。
長女のウェンディ・オールディスは写真家。　

## 作品リスト
- 『寄港地のない船』 Non-Stop 1958年（中村融訳、竹書房文庫、2015年）
- 『地球の長い午後』The Long Afternoon of Earth 1961年（伊藤典夫訳、早川書房（ハヤカワSFシリーズ）、1967年、のちハヤカワ文庫SF、1977年）
- 『暗い光年』The Dark-Light-Years 1964年　（中桐雅夫訳、早川書房（ハヤカワSFシリーズ）　1970年）
- 『子供の消えた惑星』（『グレイベアド』） Greybeard 1964年（深町真理子訳、東京創元社（創元推理文庫）、1976年）
- 『虚構の大地』 Earthworks 1965年  （山田和子訳、早川書房（ハヤカワSFシリーズ）1972年）
- 『隠生代』 Cryptozoic! 1967年　（中上守訳、早川書房（ハヤカワSFシリーズ）　1970年）
- 『世界Aの報告書』 Report on Probability A 1968年（大和田始訳、サンリオSF文庫、1984年）
- 『解放されたフランケンシュタイン』 Frankenstein Unbound 1973年（藤井かよ訳、早川書房、1982年）
- 『マラキア・タペストリ』 The Malacia Tapestry 1976年（大瀧啓裕訳、サンリオSF文庫、1986年）
- 『ブラザーズ・オブ・ザ・ヘッド』BROTHERS OF THE HEAD 1977年（カラーイラスト付き大型本、イラスト:イアン・ポロック）（柳下毅一郎訳、河出文庫 2007年） 
  - 2005年、キース・フルトン＆ルイス・ペペ監督により映画化。

### 「ホレイショ・スタプス」シリーズ
- 『手で育てられた少年』 The Hand-Reared Boy 1970年（石原武訳、サンリオSF文庫、1980年）
- 『兵士は立てり』 A Soldier Elect 1970年（同、同、1982年）
- 『突然の目覚め』 A Rude Awaking 1978年（同、同、1986年）

### 短編集
- 『銀河は砂粒のごとく』Galaxies Like Grains of Sand （1960) （中桐雅夫訳、早川書房（ハヤカワSFシリーズ）  1971年）
- 『爆発星雲の伝説』Starswarm（The Airs of Earth） (1963)　浅倉久志訳、早川書房（ハヤカワ文庫SF)、1979年
- 『ありえざる星』Who Can Replace A Man ?, And Other Stories（Best SF stories of Brian Aldiss） (1965) 井上一夫訳、東京創元社（創元推理文庫）、1977年
- 『スーパートイズ』Supertoys Last All Summer Long, and Other Stories of Future Time：（表題作の短編は映画『A.I.』の原作）中俣真知子訳、竹書房（のちに同文庫）

### 短編
- 『率直（フランク）にいこう』（「SF ベスト・オブ・ベスト 下」所収、ジュディス・メリル編、創元SF文庫、東京創元社、ISBN 978-4-488-61309-9）

その他短編多数。

### SF史
- 『十億年の宴SF―その起源と発達』Billion Year Spree - The History of Science Fiction（浅倉久志他訳、東京創元社、1980年）
- 『一兆年の宴』Trillion Year Spree :（上記本の、刊行後の時代のSFについての、追記版。デイヴィッド・ウィングローヴとの共著、浅倉久志訳、東京創元社、1992年）

### アンソロジー
- 『ベストSF 1』THE YEAR'S BEST SCIENCE FICTION 1（ハリイ・ハリスンと共同編集の年間SFベスト・アンソロジー。67年版のみ邦訳、サンリオSF文庫）

## 受賞歴
- 1962年 ヒューゴー賞短編賞 「Hothouseシリーズ」（後に『地球の長い午後』The Long Afternoon of Earthとして出版）
- 1965年 ネビュラ賞中長編賞 「唾の木」The Saliva Tree
- 1969年 英国SF作家協会賞最優秀作家賞
- 1970年 ディトマー賞最優秀SF作家
- 1972年 英国SF作家協会賞 『触の時』
- 1987年 ヒューゴー賞ノンフィクション部門賞『一兆年の宴』（デイヴィッド・ウィングローヴとの共著）